# 德姓
德姓是一個華人的姓氏，郡望為天水。今日天津市、河北省宛平縣、黃驊市、滄州市等地，有較多的德姓人士居住。

## 起源
- 秦德公一些後人以德為氏，號稱「德氏正宗」。

- 惠姓人士因為避仇，改姓德。德則惠也。

- 漢代時安息國德若部人來華，改姓德。

- 少數民族如滿族、蒙古族、土族、苗族、彝族、傣族、水族、白族、鄂温克族、裕固族、布朗族、景頗族等以音譯等理由改姓德氏。